# Балтійська (станція МЦК)
Балті́йська (рос. Балтийская) — пасажирська платформа Московської залізниці, що є зупинним пунктом міського електропоїзда — Московського центрального кільця. Відкрита 10 вересня 2016 року. Розташована у Войковському районі Північного адміністративного округу Москви.
Платформа знаходиться поблизу перетину Ленінградського шосе і МЦК і має пасажирську платформу острівного типу і розташований над коліями вестибюль, який сполучено із західним торцем платформи сходами і ескалаторами і дозволяє вийти в розташований поза зоною оплати критий пішохідний коридор, що сполучає  обидві сторони залізниці.
З південного боку пішохідний коридор сполучений з торговим центром «Метрополіс», через який можна вийти на площу Ганецького і до станції метро «Войковська» Замоскворіцької лінії. При цьому загальна довжина пішохідного маршруту між вестибюлями обох станції становить близько 730 м, перевищуючи нормальну розрахункову відстань пішохідної доступності (700 м). Він є найдовшим з пішохідних переходів на станціях МЦК. На станції заставлено тактильне покриття. 
З північного боку коридор веде в бік вулиці Адмірала Макарова.
З обох сторін платформи знаходяться оборотні тупики, де вночі і у позапіковий час відстоюються поїзда.

## Пересадки
- Войківська
- Автобуси: 461, 570, 621, т57